# Кики, Дидье
Дидье Кики (фр. Didier Kiki; род. 30 ноября 1995, Порто-Ново) — бенинский легкоатлет, выступающий в беге на короткие дистанции. Участник летних Олимпийских игр 2016 и 2020 годов.

## Биография
Дидье Кики родился 30 ноября 1995 года в бенинском городе Порто-Ново.
В 2013 году участвовал в чемпионате мира по лёгкой атлетике в Москве. В беге на 200 метров занял в четвертьфинале последнее, 7-е место с результатом 22,01 секунды.
В 2016 году вошёл в состав сборной Бенина на летних Олимпийских играх в Рио-де-Жанейро. В беге на 200 метров в четвертьфинале занял последнее, 7-е место, показав результат 22,27 и уступив 1,83 секунды попавшему в полуфинал со 2-го места Роберто Скайерсу с Кубы.
В 2021 году вошёл в состав сборной Бенина на летних Олимпийских играх в Токио. В беге на 100 метров в 1/8 финала занял 6-е место, показав результат 10,69 и уступив 1 десятую попавшим в четвертьфинал с 3-4-го мест Мохамеду Альхаммади из ОАЭ и Бануве Табакаукоро с Фиджи.
Участвовал в чемпионатах Африки 2014, 2016 и 2018 годов, но ни разу не добрался до финала.

## Личные рекорды
- Бег на 100 метров — 10,69 (31 июля 2021, Токио)[2]
- Бег на 200 метров — 21,75 (18 августа 2018, Уагадугу)[2]
- Эстафета 4х100 метров — 42,37 (9 сентября 2017, Уагадугу)[2]